# Les Experts : Miami
Cet article possède un paronyme, voir Les Experts ami-ami.
Pour les articles homonymes, voir Les Experts.
Les Experts Manhattan
Les Experts : Miami (CSI: Miami) est une série télévisée en coproduction canado-américaine entre Alliance Atlantis et CBS Paramount Television en 232 épisodes de 45 minutes, créée par Ann Donahue, Anthony E. Zuiker et Carol Mendelsohn et diffusée entre le 23 septembre 2002 et le 8 avril 2012 sur le réseau CBS et en simultané au Canada sur CTV puis sur CTV Two depuis la neuvième saison.
En France, la série a été diffusée entre le 7 juin 2003 et le 23 septembre 2013 sur TF1 en VM et depuis le 6 février 2015 sur TMC, en Belgique sur RTL-TVI, en Côte d'Ivoire sur La Première, en Suisse sur la RTS Un, au Québec depuis le 2 janvier 2006 sur Séries+, puis rediffusé depuis l'automne 2013 sur le réseau V.
Dans le monde arabe, la série est diffusée sur FOX series entre le 27 septembre 2006 et le 1er mai 2013 en version originale sous-titrée en arabe, depuis le 9 octobre 2008 sur le réseau MBC Action et depuis le 11 décembre 2009 sur Medi1TV et en simultané au Maroc sur 2M en version française.
Série dérivée des Experts, elle est la seconde série de la franchise Les Experts. Elle met en scène les enquêtes d'une équipe de police scientifique de Miami.

## Synopsis de la série
Horatio Caine, ancien policier à New York puis membre de la brigade de déminage, dirige une unité de la police scientifique du Miami-Dade Police Department chargée de résoudre des crimes à Miami. Il peut notamment compter sur les compétences de Calleigh Duquesne, spécialiste en balistique, de la médecin légiste Alexx Woods, des inspecteurs Ryan Wolfe, Tim Speedle et Eric Delko ou encore du sergent Frank Tripp. Au fil du temps, l'équipe accueille des nouvelles recrues comme Natalia Boa Vista, Tara Price ou encore Jesse Cardoza.

## Fiche technique
Sauf mention contraire, les informations ci-dessous sont issues de la page Full cast and crew sur l'Internet Movie Database.

### Équipe technique
- Création : Ann Donahue, Carol Mendelsohn, Anthony E. Zuiker
- Réalisation : Sam Hill, Joe Chappelle, Scott Lautanen et Karen Gaviola
- Production : Joe Chappelle, Elizabeth Devine et Steven Maeda
  - superviseur : Elizabeth Devine, Sunil Nayar, Barry O'Brien, Marc Dube et Steven Maeda
  - associé : Scott Lautanen, Doreen Blauschild, Eric Mirich, Melissa Black, Corinne Marrinan et Nicole Daddio
  - Délégué: David Black, Jerry Bruckheimer, Danny Cannon, Steven Maeda, Nancy Miller, Stephen Zito et Sunil Nayar (Coproducteur)
  - Sociétés de production : Alliance Atlantis Communications (2002-2007), CBS Paramount Network Television (2006-2009), CBS Productions (2002-2006) puis CBS Television Studios (2009-2012) avec Jerry Bruckheimer Television et Touchstone Television (pilote)
- Photographie : Ken Glassing, Cynthia Pusheck, Kenny Brown
- Montage : Mark C. Baldwin, James Wilcox, John Refoua, Joshua Charson, Tom Costantino, Brian Ray et Edward R. Abroms
- Casting : Nan Dutton, Eddie Dunlop, Eric Dawson, Carol Kritzer et Robert J. Ulrich
- Effets visuels : Matthew W. Mungle, Cynthia Hernandez, Christine Wostak et Alex M. Cacciarelli
- Décors : Carey Meyer, Roland Rosenkranz, Fred Andrews, Carlos Barbosa et Maxine Shepard
- Costumes : Andrea Federman, Luellyn Harper, Julia Schklair, Mynka Draper et Cynthia Bergstrom
- Musique : Jeff Cardoni, Kevin Kiner, Graeme Revell, Clint Mansell et Alexander Judd
  - Générique : chanson Won't Get Fooled Again de The Who

### Spécifications techniques
- Pays d'origine :  États-Unis
- Années de diffusion : 2002 – 2012
- Diffuseur : 
  -  États-Unis : CBS
  -  Canada : CTV

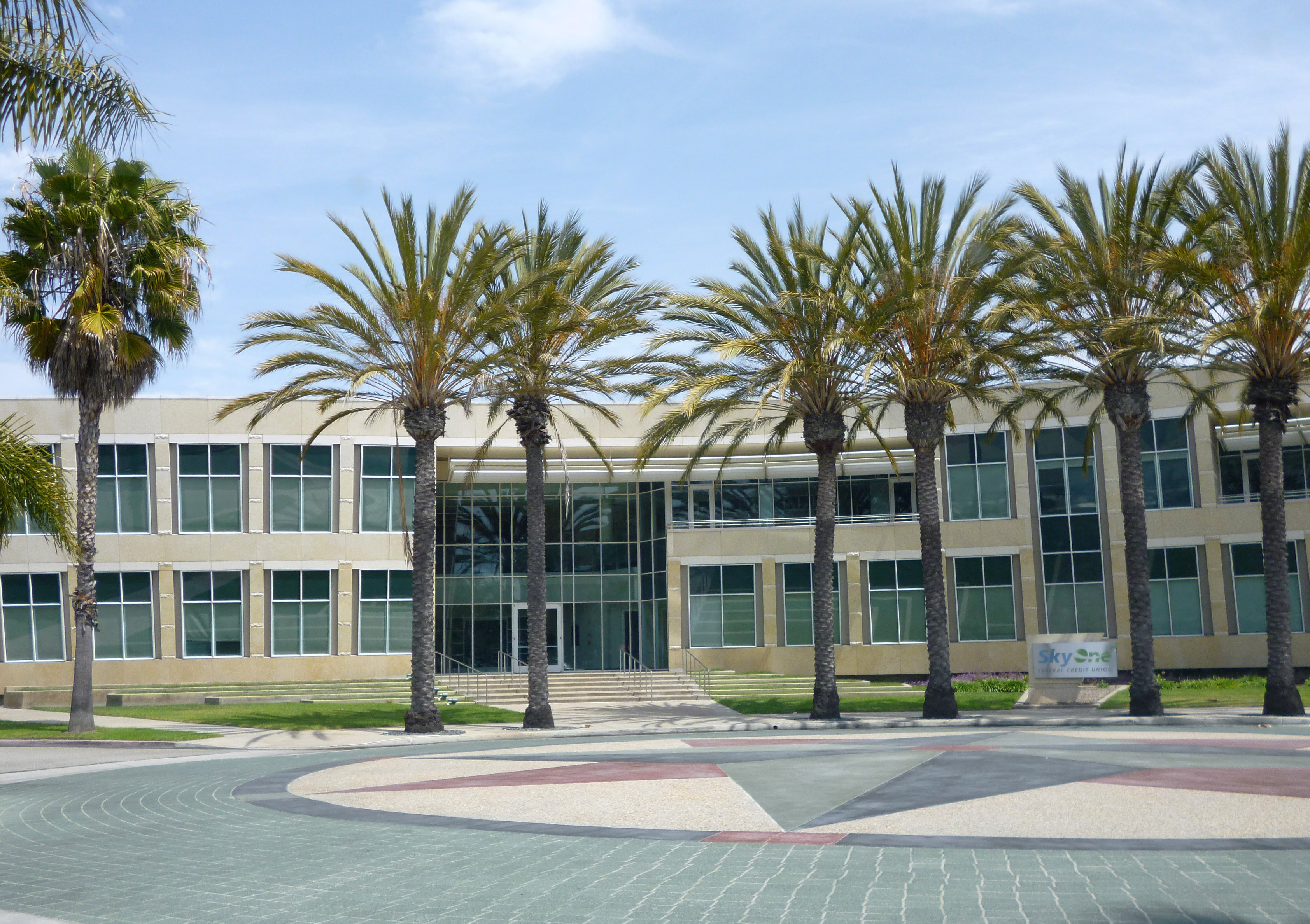
Le SkyOne Federal Credit Union à Hawthorne en Californie qui sert de poste de police dans la série.

- Post production : Spectrum Effects et Stargate Studios
  - Effets spéciaux : W.M. Creations
- Durée des épisodes : entre 42 et 46 minutes
- Lieux de tournage : Los Angeles (CA) : Raleigh Manhattan Beach Studios ; Miami (FL) et Federal Aviation Administration Credit Union (Bureaux)
- Format : filmé en 35 mm puis numérique avec des caméras Arri Alexa, Panavision Primo Lenses et Sony CineAlta F35 ; diffusé en 16:9 HD et TVHD avec un son Dolby Digital 5.1
- Doublage : Alter Ego[5]
- Direction artistique : François Dunoyer (Saisons 1 à 8) puis Hervé Icovic (Saisons 9 - 10)
- Adaptation des dialogues : Nicolas Auffret, Fanny Béraud, Philippe Lebeau, Jonathan Amram, Alexa Donda, Caroline Lecoq & Laurent Mazé[6]

## Épisodes
|                                                             |  |                                                                 |
| David Caruso endossant le rôle du Lieutenant Horatio Caine. |  | Emily Procter endossant le rôle du Détective Calleigh Duquesne. |

| Saison | Saison | Nombre d'épisodes | Jour et heure de diffusion | Diffusion originale | Diffusion originale | Année   | Première | Audience (en millions) |
| Saison | Saison | Nombre d'épisodes | Jour et heure de diffusion | Début de saison     | Fin de saison       | Année   | Première | Audience (en millions) |
| ------ | ------ | ----------------- | -------------------------- | ------------------- | ------------------- | ------- | -------- | ---------------------- |
| Pilot  | Pilot  | 1                 | Jeudi 21 h                 | 9 mai 2002          | 9 mai 2002          | 2001–02 |          | 27.12                  |
|        | 1      | 24                | Lundi 22 h                 | 23 septembre 2002   | 19 mai 2003         | 2002–03 | 12       | 16.45                  |
|        | 2      | 24                | Lundi 22 h                 | 22 septembre 2003   | 24 mai 2004         | 2003–04 | 9        | 18.06                  |
|        | 3      | 24                | Lundi 22 h                 | 20 septembre 2004   | 23 mai 2005         | 2004–05 | 7        | 19.00                  |
|        | 4      | 25                | Lundi 22 h                 | 19 septembre 2005   | 22 mai 2006         | 2005–06 | 9        | 18.12                  |
|        | 5      | 24                | Lundi 22 h                 | 18 septembre 2006   | 14 mai 2007         | 2006–07 | 12       | 16.98                  |
|        | 6      | 21                | Lundi 22 h                 | 24 septembre 2007   | 19 mai 2008         | 2007–08 | 16       | 13.91                  |
|        | 7      | 25                | Lundi 22 h                 | 22 septembre 2008   | 18 mai 2009         | 2008–09 | 13       | 14.26                  |
|        | 8      | 24                | Lundi 22 h                 | 21 septembre 2009   | 24 mai 2010         | 2009–10 | 24       | 12.65                  |
|        | 9      | 22                | Dimanche 22 h              | 3 octobre 2010      | 8 mai 2011          | 2010–11 | 27       | 11.75                  |
|        | 10     | 19                | Dimanche 22 h              | 25 septembre 2011   | 8 avril 2012        | 2011–12 | 36       | 10.84                  |
| Total  | Total  | 232 (+ Pilot)     |                            |                     |                     |         |          |                        |

## Distribution
| David Caruso        | Horatio Caine         | Principal     | Principal  | Principal  | Principal  | Principal  | Principal  | Principal  | Principal       | Principal  | Principal  | Bernard Métraux       |
| Emily Procter       | Calleigh Duquesne     | Principale    | Principale | Principale | Principale | Principale | Principale | Principale | Principale      | Principale | Principale | Rafaèle Moutier       |
| Adam Rodríguez      | Det. Eric Delko       | Principal     | Principal  | Principal  | Principal  | Principal  | Principal  | Principal  | Récurrent       | Principal  | Principal  | Cyrille Artaux        |
| Jonathan Togo       | Det. Ryan Wolfe       |               |            | Principal  | Principal  | Principal  | Principal  | Principal  | Principal       | Principal  | Principal  | Valentin Merlet       |
| Rex Linn            | Sgt. Frank Tripp      | Récurrent     | Récurrent  | Récurrent  | Récurrent  | Principal  | Principal  | Principal  | Principal       | Principal  | Principal  | Jean-Pierre Bagot     |
| Eva LaRue           | Natalia Boa Vista     |               |            |            | Récurrente | Principale | Principale | Principale | Principale      | Principale | Principale | Anne Massoteau        |
| Omar Benson Miller  | Walter Simmons        |               |            |            |            |            |            |            | Principal       | Principal  | Principal  | Jean-Baptiste Anoumon |
| Sofia Milos         | Det. Yelina Salas     | Récurrente    | Récurrente | Principale |            | Invitée    | Invitée    | Invitée    |                 |            |            | Anna Macina           |
| Kim Delaney         | Lt. Megan Donner      | épisodes 1-10 |            |            |            |            |            |            |                 |            |            | Véronique Augereau    |
| Rory Cochrane       | Timothy "Tim" Speedle | Principal     | Principal  | épisode 1  |            |            | épisode 4  |            |                 |            |            | Tanguy Goasdoué       |
| Khandi Alexander    | Dr. Alexx Woods       | Principale    | Principale | Principale | Principale | Principale | Principale | épisode 14 | épisodes 1 et 5 |            |            | Annie Milon           |
| Megalyn Echikunwoke | Dr. Tara Price        |               |            |            |            |            |            | Principale |                 |            |            | Ariane Aggiage        |
| Christian Clemenson | Dr. Tom Loman         |               |            |            |            |            |            |            | Principal       | Principal  | Principal  | Jean-François Vlérick |
| Eddie Cibrian       | Jesse Cardoza         |               |            |            |            |            |            |            | Principal       | épisode 1  |            | Adrien Antoine        |

| Saison | Superviseur de l'équipe de jour | Assistant du superviseur de l'équipe de jour | Enquêteurs des scènes de crime    | Enquêteurs des scènes de crime | Enquêteurs des scènes de crime      | Enquêteurs des scènes de crime | Médecin légiste                      | Détective senior                    | Détective junior            | Détective privé |
| ------ | ------------------------------- | -------------------------------------------- | --------------------------------- | ------------------------------ | ----------------------------------- | ------------------------------ | ------------------------------------ | ----------------------------------- | --------------------------- | --------------- |
| 1      | Horatio Caine (David Caruso)    | Megan Donner (Kim Delaney)                   | Calleigh Duquesne (Emily Procter) | Eric Delko (Adam Rodriguez)    | Tim "Speed" Speedle (Rory Cochrane) |                                | Dr. Alexx Woods (Khandi Alexander)   | Det. Yelina Salas (Sofia Milos)     | Det. Frank Tripp (Rex Linn) |                 |
| 2      | Horatio Caine (David Caruso)    | Calleigh Duquesne (Emily Procter)            |                                   | Eric Delko (Adam Rodriguez)    | Tim "Speed" Speedle (Rory Cochrane) |                                | Dr. Alexx Woods (Khandi Alexander)   | Det. Yelina Salas (Sofia Milos)     | Det. Frank Tripp (Rex Linn) |                 |
| 3      | Horatio Caine (David Caruso)    | Calleigh Duquesne (Emily Procter)            | Ryan Wolfe (Jonathan Togo)        | Eric Delko (Adam Rodriguez)    |                                     |                                | Dr. Alexx Woods (Khandi Alexander)   | Det. Yelina Salas (Sofia Milos)     | Det. Frank Tripp (Rex Linn) |                 |
| 4      | Horatio Caine (David Caruso)    | Calleigh Duquesne (Emily Procter)            | Ryan Wolfe (Jonathan Togo)        | Eric Delko (Adam Rodriguez)    | Nombreux                            |                                | Dr. Alexx Woods (Khandi Alexander)   |                                     | Det. Frank Tripp (Rex Linn) |                 |
| 5      | Horatio Caine (David Caruso)    | Calleigh Duquesne (Emily Procter)            | Ryan Wolfe (Jonathan Togo)        | Eric Delko (Adam Rodriguez)    | Nombreux                            | Natalia Boa Vista (Eva LaRue)  | Dr. Alexx Woods (Khandi Alexander)   | Yelina Salas (Sofia Milos)          | Det. Frank Tripp (Rex Linn) |                 |
| 6      | Horatio Caine (David Caruso)    | Calleigh Duquesne (Emily Procter)            | Ryan Wolfe (Jonathan Togo)        | Eric Delko (Adam Rodriguez)    | Sgt. Frank Tripp (Rex Linn)         | Natalia Boa Vista (Eva LaRue)  | Dr. Alexx Woods (Khandi Alexander)   | Yelina Salas (Sofia Milos)          | Nombreux                    |                 |
| 7      | Horatio Caine (David Caruso)    | Calleigh Duquesne (Emily Procter)            | Ryan Wolfe (Jonathan Togo)        | Eric Delko (Adam Rodriguez)    | Sgt. Frank Tripp (Rex Linn)         | Natalia Boa Vista (Eva LaRue)  | Dr. Tara Price (Megalyn Echikunwoke) | Yelina Salas (Sofia Milos)          | Nombreux                    |                 |
| 8      | Horatio Caine (David Caruso)    | Calleigh Duquesne (Emily Procter)            | Ryan Wolfe (Jonathan Togo)        | Jesse Cardoza (Eddie Cibrian)  | Sgt. Frank Tripp (Rex Linn)         | Natalia Boa Vista (Eva LaRue)  | Walter Simmons (Omar Benson Miller)  | Dr. Tom Loman (Christian Clemenson) | Nombreux                    |                 |
| 9      | Horatio Caine (David Caruso)    | Calleigh Duquesne (Emily Procter)            | Ryan Wolfe (Jonathan Togo)        | Eric Delko (Adam Rodriguez)    | Sgt. Frank Tripp (Rex Linn)         | Natalia Boa Vista (Eva LaRue)  | Walter Simmons (Omar Benson Miller)  | Dr. Tom Loman (Christian Clemenson) | Nombreux                    |                 |
| 10     | Horatio Caine (David Caruso)    | Calleigh Duquesne (Emily Procter)            | Ryan Wolfe (Jonathan Togo)        | Eric Delko (Adam Rodriguez)    | Sgt. Frank Tripp (Rex Linn)         | Natalia Boa Vista (Eva LaRue)  | Walter Simmons (Omar Benson Miller)  | Dr. Tom Loman (Christian Clemenson) | Nombreux                    |                 |

## Personnages

### Personnages principaux
Lieutenant Horatio Caine
Né le 7 avril 1960 à Miami, il est le chef de la police scientifique de Miami. Il est spécialisé dans les incendies, les explosifs et le déminage.
Horatio est né à Miami. Sa mère, dit-il, lui aurait donné son prénom en hommage à l'écrivain Horatio Alger. Il est diplômé en biologie. Alors qu’il est âgé de 17 ans, sa mère est assassinée par un revendeur de drogues. En aidant la police à résoudre cette enquête, il trouve sa voie et quitte Miami pour entrer dans la police new-yorkaise. Au bout de quelques années, il rentrera à Miami et fera partie de la brigade de déminage avec pour mentor Al Humphries qui sera tué dans l’épisode 2 de la saison 1. Au cours de cet épisode, Horatio explique que Humphries lui a tout appris.
À la suite de la longue absence de Megan Donner, Horatio accepte de prendre la tête de l’équipe scientifique. Il est en effet conscient de l’importance des preuves matérielles, mais avoue que la science est son point faible (saison 1, épisode 2).
Horatio a un frère, Raymond, qu’il croit mort en service. Il prendra soin de sa belle-sœur, Yelina, et de son neveu, Raymond Junior, jusqu’à ce qu’il découvre qui a tué son frère mais aussi qu'il a un fils, lors d'une enquête sur le meurtre d'un contrôleur judiciaire.
Il ne supporte pas la hiérarchie, et fait tout son possible pour protéger son équipe. Il est impitoyable contre les assassins, mais d’une gentillesse rare envers les victimes et les enfants.
Il se mariera avec la sœur d’Eric Delko, Marisol, qui sera assassinée. Très affecté, Horatio poursuivra son assassin jusqu’au Brésil. On découvre au début de la saison six qu'il a un fils Kyle Harmon qui sera incarcéré pour enlèvement. Par la suite, Horatio n'aura de cesse de protéger son fils contre l'imprévisibilité de sa mère. Dans la version française, il tutoie tous les membres de son équipe (qui le vouvoient presque tous, excepté Eric) et les appelle tous par leur prénom, sauf Ryan qu'il vouvoie et qu'il appelle « Monsieur Wolfe », en dépit de la haute estime qu'il lui porte (comme aux autres), et Natalia, qu'il appelle "Mlle Boa Vista". Il organise son vrai-faux assassinat à la fin de la saison 6-début de la saison 7 pour attraper un dangereux trafiquant d'armes.
Détective Calleigh Duquesne
Elle est née le 28 février 1974 à Darnell (Louisiane). Calleigh a grandi dans une famille aisée mais dont le climat familial était chaotique puisque son père, avocat, est alcoolique et irresponsable. Durant son enfance, elle participait à des concours de beauté et faisait de l'équitation. Après avoir obtenu son diplôme en physique, elle entre dans la police de La Nouvelle-Orléans où sa connaissance des armes à feu lui permet de se faire remarquer par ses supérieurs. Horatio contacte ainsi son chef, et Calleigh intègre la brigade scientifique de Miami, avec pour spécialité la balistique.
Elle a eu une courte relation avec le lieutenant Hagen, qui se suicide à la fin de la saison 3. Dans le dernier épisode de la saison 5 (Tueur né) Jake Berkeley embrasse Calleigh. Pendant les premiers épisodes de la saison 6, ils auront une histoire d'amour qui sera accidentellement brisée par Eric, qui dévoilera leur relation à Rick Stetler, lequel ira parler à Jake en lui expliquant que les rapports entre collègues doivent rester strictement professionnels.
Détective Eric Delko
Eric Delektorsky est né le 19 décembre 1976 à Miami, d'une mère cubaine et d’un père russe. Celui-ci le pousse à faire des études scientifiques. Après avoir obtenu son diplôme en chimie, il décide de se tourner vers la police, qui va lui permettre de venir en aide aux autres… Horatio le remarque pendant une alerte à la bombe, et il devient sa première recrue. Eric, excellent nageur, plonge souvent afin de rechercher des indices. Il est spécialisé dans l'analyse des stupéfiants et dans l'identification des empreintes digitales.
Il a une sœur, Marisol, atteinte d'une leucémie et pour qui il est capable de tout. Son patron, Horatio, se mariera avec elle, avant qu'elle ne soit assassinée. Alors qu'il était presque indissociable de Tim Speedle, dont il ne se remet toujours pas du décès, Eric se méfie comme de la peste de Ryan, qu'il soupçonne de toutes sortes de coups bas. Dès la fin de la saison 5, il a l'air de s'intéresser à sa collègue et amie, Calleigh Duquesne.
Détective Ryan Wolfe
Né le 7 mars (ou 3 juillet) 1981, préparant un doctorat en génétique, Ryan est patrouilleur dans la Police de Miami. Il est fou de sciences. Il se fait remarquer par Horatio lors d'un accident d'autobus. Cherchant quelqu'un pour remplacer Tim, Horatio décide de laisser sa chance à Ryan. Pour Horatio, « il a ça dans le sang ». Ryan veut alors faire ses preuves, même si son objectif premier est la découverte de la vérité.
Détective Natalia Boa Vista
Arrivée dans la saison 4, elle n'est, à ses débuts, pas très appréciée par Ryan qui la prend pour une jeune stagiaire maladroite. Mais elle fait très vite ses preuves et s'intègre rapidement à l'équipe. Elle semble avoir des affinités avec tout le monde (même Ryan), et surtout avec Eric. Avant de faire partie de l'équipe, elle a été mariée à un policier violent, celui-ci lui a cassé le bras. Elle a porté plainte et divorcé. Dans la saison 5, il s'est fait assassiner et Natalia a été suspectée. Dans la saison 8, elle a subi des problèmes d'oreilles internes après une explosion et doit porter un appareil auditif.
Alexx Woods
Née le 13 août 1960 à New York. Alexx est le médecin légiste de l'équipe. Après avoir dénoncé une erreur médicale de la part d'un important chirurgien, elle ne peut plus exercer la médecine. Elle travaille ensuite dans une morgue et se rend compte qu'elle est faite pour ce travail. Elle intègre alors l'équipe. Tout comme Donald Mallard d'NCIS : Enquêtes spéciales, Alexx a la particularité de parler aux cadavres qu'elle autopsie ; elle estime, en effet, qu'ils doivent lui raconter leur histoire. Alexx a des affinités particulières avec Ryan, qu'elle adore et avec qui elle se comporte comme une grande sœur affectueuse et protectrice (elle lui tient la main et le rassure lorsqu'il se retrouve aux urgences dans l'épisode Le clou de l'histoire, et s'enquiert souvent de sa santé et de son moral). Elle quitte la série après l'épisode 19 de la saison 6 : Rock and a Hard Place. À l'inverse de Sheldon Hawkes (Les Experts : Manhattan), Alexx quitte la morgue pour devenir médecin-urgentiste.
Détective Tim Speedle
Après une enfance heureuse, Tim entre à l'université pour y apprendre la biologie, puisque les sciences le passionnent. Après la mort de son meilleur ami, il plaque tout, ne donnant plus aucune nouvelle à sa famille. Arrivé à Miami, il découvre que le travail de la police scientifique le passionne. Il termine alors ses études et intègre le laboratoire.
Il semble un peu à l'écart par rapport à ses coéquipiers, même s'il s'entend bien avec l'ensemble de ses collègues, en particulier avec Eric, qui deviendra son meilleur ami. Au fil du temps, sa passion pour son métier disparaît, au point qu'il finira par ne plus comprendre la soudaine passion des jeunes pour les enquêtes scientifiques. Au début de la saison 3, Tim est abattu en mission dans une bijouterie. Tous ses coéquipiers seront affectés, et notamment Horatio. Tim a été revu dans la conscience d'Eric dans l'épisode 4 de la saison 6.
Détective Yelina Salas
Yelina est la belle-sœur d'Horatio Caine. En effet, elle était mariée avec Raymond, le frère d'Horatio. Elle travaille souvent avec l'équipe scientifique. Elle aura une relation avec Rick Stetler, de l'inspection des services, mais partira avec Raymond et son fils pour le Brésil à la fin de la saison 3.
Horatio la retrouvera dans le premier épisode de la saison 5 à Rio. Raymond sera tué pour de bon et elle reviendra à Miami avec son fils. On apprend à la fin de cette saison qu'elle est devenue détective privé. On la retrouve dans quelques épisodes de la saison 6 et de la saison 7.
Inspecteur Frank Tripp
Frank fait partie de la brigade criminelle de Miami. Il travaille souvent en relation avec la brigade scientifique. Il s'entend très bien avec l'ensemble des experts, même s'il apparaîtra dans une affaire de meurtre, ce qui obligera Eric à prélever son ADN (saison 2 épisode 9).
Frank est divorcé et a trois enfants. Récurrent dans les quatre premières saisons, il devient régulier dans la saison 5. Franck, malgré ses années d'expérience de policier en Floride, n'accepte toujours pas que certains habitants de Miami d'origine cubaine ne parlent qu'espagnol. Pendant la saison 6, il frôle la mort, apparaît le crâne rasé, et revêt provisoirement l'uniforme de patrouilleur, le temps de quelques épisodes.
Détective Jesse Cardoza
En 1997, Cardoza quitte la police de Miami pour aller à Los Angeles après qu'une affaire amène à la création de l'unité de police scientifique dirigée par Horatio Caine. Ce même jour est recrutée Calleigh Duquesne avec qui il travaillera brièvement. En 2009, il revient à Miami dans l'équipe de Caine pour s'occuper de sa fille dont il ignorait l'existence jusqu'alors. Dans le dernier épisode de la saison 8, lorsque tout le monde s'évanouit, on ne sait pas ce qu'il advient de lui mais dans les toutes premières minutes de la saison 9, on peut voir que Jesse, en tombant au sol, s'est ouvert le crâne... Il est déjà mort lorsque Natalia et Horatio essayent de le réanimer. À la fin de l'épisode, toute l'équipe fait une partie de basket sur la plage pour lui rendre hommage.

### Personnages secondaires
SourceRS Doublage et DSD Doublage
- Taylor Cole (VF : Ludmila Ruoso) : Lieutenant Samantha Owens
- Kuno Becker (VF : Arnaud Bédouet) : Esteban Navarro Jr.
- Ed Begley Jr. (VF : Claude Levèque) : Scott O'Shay
- Elizabeth Berkley (VF : Françoise Cadol) : Julia Winston
- Carlos Bernard (VF : Bertrand Liebert) : Diego Navarro
- Boti Ann Bliss (VF : Céline Ronté) : Maxine Valera
- Brooke Bloom (VF : Rachel Arditi) : Cynthia Wells
- Christina Chang (VF : Blanche de st Phalle) : Rebecca Nevins
- Kim Coates (VF : Gabriel Le Doze) : Ron Saris
- Cristián de la Fuente (VF : Aliocha Itovich) : Sam Belmontes
- Alana de la Garza (VF : Chantal Baroin) : Marisol Delko Caine
- Andrew Divoff (VF : Jean Barney) : Ivan Sarnoff
- Evan Ellingson (VF : Hervé Grull) : Kyle Harmon
- Rob Estes (VF : Maurice Decoster) : Nick Townsend
- Brendan Fehr (VF : Cédric Colombier) : Dan Cooper
- Meg Cionni (VF : Julia Boutteville) Nicole
- John Heard (VF : Hervé Colombel) : Kenwall "Duke" Duquesne
- William R. Moses (VF : Jean-Philippe Puymartin) : Dennis Lambert
- Armando Kennedy : Aaron Peters
- Vincent Laresca : Antonio Riaz
- Robert LaSardo (VF : Sam Salhi puis Jean-Marc Charrier) : Memmo Fierro
- Amy Laughlin (VF : Laura Blanc): Erica Sikes
- Joshua Leonard (VF : Yannick Blivet) : Jim Markham
- Max Martini : Bob Keaton
- Holt McCallany : John Hagen
- Malcolm McDowell (VF : Jean-Pierre Leroux) : Darren Vogel
- Danielle Bisutti (VF : Odile Cohen) : Gabrielle Wade
- Gonzalo Menendez : Clavo Cruz
- Celestino Cornielle : Joe Tepper
- Leslie Odom Jr (VF : Daniel Lobé) : Joseph Kayle
- Brian Poth : Tyler Jenson
- Wes Ramsey : Dave Benton
- Christopher Redman : Michael Travers
- Tamala Jones : Katie Watson
- Mark Rolston : Glen Cole
- John Sharian : Joe LeBrock
- Azura Skye : Susie Keaton
- Michael B. Silver : Peter Elliott
- David Lee Smith (VF : Gérard Sergue) : Rick Stetler
- Joel West : Aaron Jessop
- Michael Whaley : Inspecteur Bernstein
- Johnny Whitworth (VF : Anatole de Bodinat) : Jake Berkeley
- Dean Winters : Ray Caine Sr.
- Bellamy Young : Monica West
- Damian Young : Walter Dresden
- William Allen Young (en) (VF : Paul Borne): Juge Joseph Ratner

## Diffusion

### France
| Saison | Saison | Nombre d'épisodes | Jour et heure de diffusion | Diffusion sur TF1 | Diffusion sur TF1 | Année   |
| Saison | Saison | Nombre d'épisodes | Jour et heure de diffusion | Début de saison   | Fin de saison     | Année   |
| ------ | ------ | ----------------- | -------------------------- | ----------------- | ----------------- | ------- |
|        | 1      | 24                | Samedi 20h50               | 7 juin 2003       | 29 mai 2005       | 2002–03 |
|        | 2      | 24                |                            |                   |                   |         |
|        | 3      | 24                |                            |                   |                   |         |
|        | 4      | 25                |                            |                   |                   |         |
|        | 5      | 24                |                            |                   |                   |         |
|        | 6      | 21                |                            |                   |                   |         |
|        | 7      | 25                | Mardi a 20h50              | 16 juin 2009      | 13 octobre 2009   | 2008-09 |
|        | 8      | 24                | Vendredi a 20h50           | 26 février 2010   | 30 novembre 2010  | 2009-10 |
|        | 9      | 22                | Dimanche a 20h50           | 25 mars 2011      | 14 septembre 2012 | 2010-11 |
|        | 10     | 19                | Vendredi a 20h50           | 14 septembre 2012 | 23 septembre 2013 | 2012-13 |

La série Les Experts: Miami est la première des 3 franchises des Experts, à franchir le passage du prime-time sur TF1. Elle est diffusée à 20h40, depuis le dimanche 29 mai 2005.
Son confrère Les Experts: Manhattan est propulsée en prime-time en février 2006 sur TF1 à 20h50. Enfin, 3e et dernière série à passer le cap, l'illustre-série Les Experts, est diffusée à la place du film du dimanche soir, et du Ciné Dimanche sur TF1, dès 20h50, à partir du 3 septembre 2006, par sessions de 10 semaines de suite. Ce bouleversement provoque un tollé, chez certains téléspectateurs, attaché à la séance cinéma du dimanche soir. Depuis, TF1 alterne les dimanches soir, entre la série américaine Les Experts, et le film du dimanche soir. Il arrive que TF1, diffuse quelquefois Les Experts: Miami ou Les Experts: Manhattan, à la place des Experts, le dimanche soir. TF1 diffuse aussi Les Experts: Miami, en semaine, ou en quotidienne, car la série fonctionne très bien en audiences. Les Experts: Miami, Les Experts: Manhattan, et Les Experts, font régulièrement l'objet de plusieurs rediffusions, ou de plusieurs épisodes inédits.

### Réception critique
Le site Imdb.com, présente une note de 6,4/10 basé sur plus de 59 000 internautes. Le site Allociné, présente une note de 2,9/5 sur près de 30 000 notes d'internautes.

## Sorties DVD

### aux États-Unis
| CSI Miami : DVD et Blu-Ray (Zone 1) |                          |                  |     |
| Saison                              | Sortie en DVD et Blu-ray | Nombre de disque | Réf |
| 1                                   | 29 juin 2004             | 7                |     |
| 2                                   | 4 janvier 2005           | 7                |     |
| 3                                   | 22 novembre 2005         | 7                |     |
| 4                                   | 31 octobre 2006          | 7                |     |
| 5                                   | 30 octobre 2007          | 6                |     |
| 6                                   | 9 septembre 2008         | 6                |     |
| 7                                   | 15 septembre 2009        | 7                |     |
| 8                                   | 12 octobre 2010          | 7                |     |
| 9                                   | 27 septembre 2011        | 6                |     |
| 10                                  | 25 septembre 2012        | 5                |     |

### en France
| CSI Miami : DVD (Zone 2) |                   |                   |                         |        |
| Intitulé du coffret      | Dates de sortie   | Nombre de disques | Société de distribution | Réf    |
| Saison 1                 | 17 mars 2005      | 6                 | Digipack                | [ 20 ] |
| Saison 2                 | 19 octobre 2006   | 6                 | Digipack                | [ 21 ] |
| Saison 3                 | 19 octobre 2006   | 6                 | Digipack                | [ 22 ] |
| Saison 4                 | 18 octobre 2007   | 6                 | Digipack                | [ 23 ] |
| Saison 5                 | 14 octobre 2009   | 6                 | Digipack                | [ 24 ] |
| Saison 6                 | 16 juin 2010      | 6                 | Digipack                | [ 25 ] |
| Saison 7                 | 1er décembre 2010 | 6                 | Digipack                | [ 26 ] |
| Saison 8                 | 18 mai 2011       | 6                 | Digipack                | [ 27 ] |
| Saison 9                 | 20 février 2013   | 6                 | TF1 Vidéo               | [ 28 ] |
| Saison 10                | 2 octobre 2013    | 6                 | TF1 Vidéo               | [ 29 ] |

| Coffrets demi-saisons |          |                   |                   |        |
| Saison                | Vol      | Dates de sortie   | Nombre de disques | Réf    |
| Saison 1              |          | 7 juillet 2005    | 3                 | [ 30 ] |
| Saison 2              | Volume 1 | 23 mars 2006      | 3                 | [ 31 ] |
| Saison 2              | Volume 2 | 20 juillet 2006   | 3                 | [ 32 ] |
| Saison 3              | Volume 1 | 21 septembre 2006 | 3                 | [ 33 ] |
| Saison 3              | Volume 2 | 7 décembre 2006   | 3                 | [ 34 ] |
| Saison 4              | Volume 1 | 19 avril 2007     | 3                 | [ 35 ] |
| Saison 4              | Volume 2 | 5 juillet 2007    | 3                 | [ 36 ] |
| Saison 5              | Volume 1 | 20 mars 2008      | 3                 | [ 37 ] |
| Saison 5              | Volume 2 | 4 juin 2009       | 3                 | [ 38 ] |
| Saison 6              | Volume 1 | 6 janvier 2010    | 3                 | [ 39 ] |
| Saison 6              | Volume 2 | 16 juin 2010      | 3                 | [ 40 ] |
| Saison 7              | Volume 1 | 17 novembre 2010  | 3                 | [ 41 ] |
| Saison 7              | Volume 2 | 1er décembre 2010 | 3                 | [ 42 ] |
| Saison 8              | Volume 1 | 16 février 2011   | 3                 | [ 43 ] |
| Saison 8              | Volume 2 | 18 mai 2011       | 3                 | [ 44 ] |

### Spécial noël: édition collector, en France
- Pack Spécial saisons 1 à 5 : Sortie le 21 octobre 2009.
- Pack Spécial saisons 1 à 6 : Sortie le 13 octobre 2010.
- Pack Spécial saisons 1 à 8 : Sortie le 12 octobre 2011.
- Pack Spécial saisons 1 à 10 (intégralité de la série) : Sortie le 2 octobre 2013.

Les Experts : Miami fait l'objet d'une collection officielle en DVD, proposée par TF1 Vidéo, à partir de février 2008. La collection propose de découvrir, DVD par DVD, les épisodes de cette série télévisée. Le no 1 est disponible en février 2008, en librairie (Saisons 1 à 5).

## Distinctions

### Récompenses
ALMA Awards
- 2011: Outstanding Actor in a Drama Series – Adam Rodriguez[45]

ASCAP Award
- 2005: Top TV Series Score – Jeff Cardoni[46]
- 2006: Top TV Series Score – Jeff Cardoni[47]
- 2009: Top TV Series Score – Jeff Cardoni[48]

ASC Awards
- 2003: Outstanding Achievement in Cinematography (Pilot) – "Cross Jurisdictions"[49]

BMI Film & TV Awards
- 2003: TV Music Award – Pete Townshend[50]
- 2004: TV Music Award – Pete Townshend[50]
- 2005: TV Music Award – Pete Townshend[50]
- 2008: TV Music Award – Pete Townshend[51]
- 2009: TV Music Award – Pete Townshend[52]

Emmy Awards
- 2003: Outstanding Cinematography – "A Simple Man"[53]
- 2007: Outstanding Stunt Co-Ordination – "Rush"[53]

California On Location
- 2007: Assistant Location Manager of the Year – Adam Robinson[54]

Image Awards
- 2005: Outstanding Supporting Actress in a Drama – Khandi Alexander[55]

Imagen Foundation Awards
- 2011: Best Supporting Actress on Television – Eva LaRue[56]
- 2012: Best Supporting Actress on Television – Eva LaRue[57]

Motion Picture Sound Editors
- 2005: Best Sound Editing in Long Form – Effects & Foley – "Crime Wave"[58]
- 2007: Best Sound Editing in Short Form – Music – "Rio"[59]
- 2009: Best Sound Editing in Short Form – Music – "Tipping Point"[60]

People's Choice Awards
- 2003: Favorite New TV Dramatic Series[61]

Teen Choice Awards
- 2012: Choice TV Actor – Adam Rodriguez[61]
- 2012: Choice TV Series – Action[62]

### Nomination
ALMA Awards
- 2008 : Outstanding Actor in a Drama Series – Adam Rodriguez[63]
- 2009 : Outstanding Actor in a Drama Series – Adam Rodriguez[64]
- 2009 : Outstanding Actress in a Drama Series – Eva LaRue[64]
- 2011 : Outstanding Lead Actress in a Drama Series – Eva LaRue[65]
- 2011 : Favorite TV Series[65]

ASC Awards
- 2008 : Outstanding Achievement in Cinematography – "Darkroom"[66]
- 2009 : Outstanding Achievement in Cinematography – "Inside Out"[66]

Crime Thriller Award
- 2008 : Best International TV Drama[67]

Edgar Award
- 2009 : Best TV Episode Teleplay – "You May Now Kill The Bride"[68]

Emmy Awards
- 2005 : Meilleur montage sonore pour une série – "Disparitions" (Lost Son) [53]
- 2007 : Meilleur montage sonore pour une série – "Tête à tête" (No Man's Land) [53]
- 2012 : Meilleur montage sonore pour une série – "Vents contraires" (Blown Away) [53]

Golden Camera Awards
- 2009 : Best US Television Series[69]

Golden Reel Sound Editors Guild Awards
- 2004 : Best Sound Editing – Episodic Television[70]

Image Awards
- 2004 : Meilleure série dramatique[71]
- 2005 : Meilleur second rôle féminin dans une série dramatique pour Khandi Alexander[72]
- 2006 : Meilleure série dramatique[73]
- 2006 : Meilleur second rôle féminin dans une série dramatique pour Khandi Alexander[73]
- 2007 : Meilleur second rôle féminin dans une série dramatique pour Khandi Alexander[72]

Imagen Foundation Awards
- 2005 : Best Supporting Actor in a Drama – Adam Rodriguez[74]
- 2006 : Best Supporting Actress in a Drama – Eva LaRue[75]
- 2007 : Best Supporting Actress in a Drama – Eva LaRue
- 2009 : Best Supporting Actress in a Drama – Eva LaRue[76]

Motion Picture Sound Editors
- 2004 : Meilleurs effets sonores, bruitages, dialogues et doublages dans un film pour "Grand Prix"[77]
- 2005 : Meilleurs effets sonores, bruitages, dialogues et doublages dans un film pour "Lost Son"[78]
- 2006 : Meilleurs dialogues et doublages dans un film pour "Three-Way"[79]
- 2006 :  Meilleurs dialogues et doublages dans un film pour "Urban Hellraisers"[79]
- 2007 :  Meilleurs dialogues et doublages dans un film pour "Come As You Are"[80]
- 2010 : Meilleurs effets sonores et bruitages dans un film pour "Point of Impact[81]
- 2010 : Meilleurs effets sonores et bruitages dans un film pour "Point of Impact"[81]
- 2011 : Meilleurs effets sonores, bruitages, dialogues et doublages dans un film pour "L.A."[82]
- 2012 : Meilleure musique dans un film pour "Crowned"[83]
- 2013 : Meilleure musique dans un film[84]

Prism Awards
- 2010 : Best Depiction of Mental Health in a Drama Series – "Head Case"[85]

Young Artist Awards
- 2003 : Meilleur acteur invité dans une série télévisée pour Raja Fenske
- 2003 : Meilleur acteur invité dans une série télévisée pour Seth Adkins
- 2004 : Meilleure actrice invitée dans une série télévisée pour Sara Paxton
- 2005 : Meilleur acteur invité dans une série télévisée pour Alex Black
- 2008 : Meilleure actrice invitée dans une série télévisée pour Cole Petersen
- 2010 : Meilleur jeune acteur invité dans une série télévisée pour Scotty Noyd, Jr.
- 2011 : Meilleur jeune acteur invité dans une série télévisée pour Colin Ford
- 2012 : Meilleur jeune acteur invité dans une série télévisée pour Maxim Knight
- 2012 : Meilleure jeune actrice invitée dans une série télévisée pour Erin Sanders
- 2012 : Meilleure jeune actrice invitée dans une série télévisée pour Danielle Parker

## Commentaires
- Dans les premières minutes de chaque épisode, Horatio Caine arrive sur le lieu d'un crime (souvent en plan-séquence). Après discussion et analyse, il émet un commentaire qui résume la mission principale suivi par « Yeah! » (traduisible par « Ouais ! »), cri d'introduction de la chanson Won't Get Fooled Again, et la chanson sert de générique de la série, tirées toutes les deux de l'album Who's next du groupe The Who.

- Un épisode crossover avec Les Experts : Las Vegas met en scène l'équipe de Miami, pour introduire la série : La Mort dans tous ses états. Un second cross-over avec Les Experts : Manhattan introduit ce second dérivé de la série Les Experts lors de l'épisode Poursuite à Manhattan[note 3].

- Un troisième crossover entre les deux équipes de Miami et de Manhattan a lieu sur un double épisode : Le Tueur de New York suivi de Le Flic de Miami. L'épisode est le no 7 pour les 2 séries (saison 4 de Miami, suivi par la saison 2 de Manhattan). Un quatrième crossover a lieu avec les 3 groupes d'experts (Miami, Manhattan, et Las Vegas), le titre de ce crossover est : Les Experts : La Trilogie. Les épisodes sont tournés aux États-Unis au cours du dernier semestre 2009, puis diffusés sur la chaîne américaine CBS. TF1 a diffusé la trilogie de trois épisodes inédits à la suite le dimanche 13 mars 2011. Les épisodes ont pour titre : Les Disparues de Miami, Les Passagères de New York, et enfin, Les Innocentes de Las Vegas[note 3].

- Khandi Alexander incarne le médecin légiste de l'équipe jusqu'à la saison 6. Elle effectuera une apparition dans le premier épisode de la saison 8 qui revient sur les origines de l'équipe d'enquêteurs.
- La série est tournée en Californie et le montage final donne l'illusion que les scènes se déroulent à Miami.

- La série est annulée par CBS le 13 mai 2012 à cause des coûts trop élevés et non à cause des audiences, plus élevées que Les Experts : Manhattan aux États-Unis[86],[87].

- En octobre 2013, Adam Rodríguez affirme que la série n'a pas été terminée correctement et a souhaité que Les Experts : Miami soit terminé en un téléfilm de 2 heures. Il a proposé à la société de production Alliance Vivafilm. En avril 2015, la demande d'Adam est refusée à la suite de la retraite de David Caruso[réf. nécessaire].